# Nintendo la Rivista Ufficiale
Nintendo la Rivista Ufficiale (abbreviata in NRU) è stata una rivista italiana di videogiochi per console Nintendo, ufficialmente supportata dalla stessa Nintendo.

## Storia
In precedenza, dal novembre 1998 all'inizio del 2002 circa, la rivista ufficiale italiana della Nintendo era stata Official Nintendo Magazine, edita dalla Xenia Edizioni. Il mensile poi chiuse improvvisamente, secondo l'ex caporedattore a causa di un mancato accordo tra la Xenia e la Nintendo Italia. Il Servizio bibliotecario nazionale considera Nintendo la Rivista Ufficiale come una continuazione di quella stessa rivista.
La nascita di Nintendo la Rivista Ufficiale ebbe luogo nel maggio 2002, in concomitanza con l'uscita europea della console casalinga Nintendo GameCube. La rivista aveva una cadenza mensile, con un numero speciale in occasione del Natale (13 numeri totali), fino al 2009. Dal 2010 fino al 2013 sono stati pubblicati 12 numeri all'anno.
Tra le più importanti novità annunciate dalla rivista troviamo le innovative console Nintendo DS (NRU 28, luglio 2004), Wii (NRU 41, luglio 2005), Nintendo 3DS (NRU 115, aprile 2011) e Wii U (NRU 135, dicembre 2012).
Nel 2003 nacque, inizialmente come supplemento a NRU, Game Boy Advance la Rivista Ufficiale, dedicata solo alla console portatile Game Boy Advance e uscita con cadenza irregolare per pochi numeri fino al 2005, quando venne sostituita da Nintendo DS la Rivista Ufficiale dedicata al Nintendo DS.
A luglio 2013 Nintendo Italia annunciò la chiusura della rivista dopo 11 anni di attività. Il numero 142 della rivista è stato l'ultimo a essere pubblicato da Sprea Media, con conseguente abbandono della redazione storica. Nintendo ha provato a cercare un nuovo editore ma senza riuscirci, dichiarando quindi la fine della rivista. Si tratta della seconda rivista ufficiale Nintendo a chiudere in meno di un anno, la prima la statunitense Nintendo Power.

## La redazione
La redazione di NRU era composta da 8 membri principali, cui si aggiungono collaboratori esterni: Claudio Tradardi (ex caporedattore), Mattia Ravanelli (ex caporedattore), sostituito per un periodo di tempo da Marco Auletta; Ugo Laviano, specializzato nei giochi delle serie The Legend of Zelda e Mario, dal numero 83 di NRU fu caporedattore; Anna Zito, grafica della rivista; Roberto Magistretti, che si occupò tra l'altro della rubrica Bacheca Messaggi, dedicata alla posta dei lettori; Davide Massara; Elisa Leanza; Gianluca Minari, inviato dal Giappone; Francesco Fiorillo; Gianmarco Zanna, esperto dei giochi della serie Pokémon; Andrea Babich, arrivato dal numero 86 nel 2008 e dal marzo 2010 Luca Spinelli.

## Variazioni editoriali

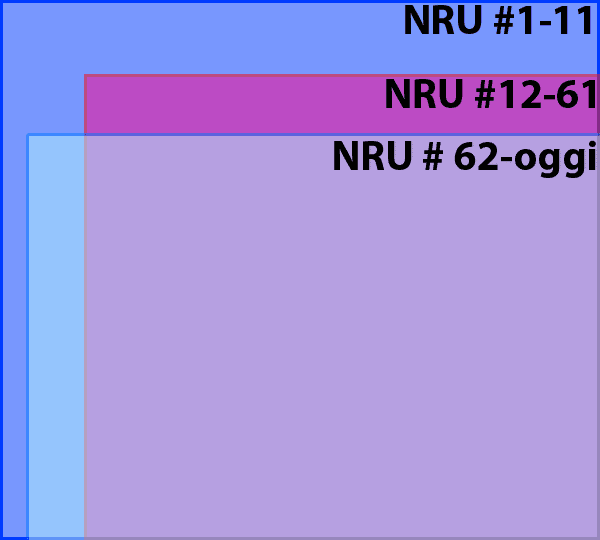
I vari formati di NRU comparati in proporzione

La rivista era edita inizialmente da Future Media Italy, casa editrice che pubblicava anche altre testate sui videogiochi e sulla tecnologia di consumo e che, pur rimanendo la stessa casa editrice, cambiò diversi nomi nel corso del tempo:
- dal n° 1 (giugno 2002) al n°6 (novembre 2002): Future Media Italy
- dal n° 7 (dicembre 2002) al n° 40 (giugno 2005): Future Games
- dal n° 41 (luglio 2005) al n° 61 (gennaio 2007): Future
- dal n° 62 (febbraio 2007) al n°142 (luglio 2013): Sprea Media

NRU, inoltre, ha subìto variazioni notevoli sul formato della rivista. Originariamente veniva pubblicata in formato 27x30 centimetri, poco usato in questo genere di riviste, permettendo in questo modo di pubblicare molte immagini piuttosto grandi e dettagliate. A partire dal n° 12 (aprile 2003) si decise di ridurre il formato a uno più comune, ma pure sempre "quadrato", di 23,3x25,8 centimetri. Queste dimensioni sono state mantenute fino al n°61. Con il numero successivo (febbraio 2007), insieme al cambiamento del nome dell'editore, il formato è stato cambiato una seconda volta, con uno più alto e stretto di 20,2x28,6 cm.

## Numeri
|      | Gen | Feb | Mar | Apr | Mag | Giu | Lug | Ago | Set | Ott | Nov | Dic | Natale |
| 2002 | -   | -   | -   | -   | -   | 1   | 2   | 3   | 4   | 5   | 6   | 7   | 8      |
| 2003 | 9   | 10  | 11  | 12  | 13  | 14  | 15  | 16  | 17  | 18  | 19  | 20  | 21     |
| 2004 | 22  | 23  | 24  | 25  | 26  | 27  | 28  | 29  | 30  | 31  | 32  | 33  | 34     |
| 2005 | 35  | 36  | 37  | 38  | 39  | 40  | 41  | 42  | 43  | 44  | 45  | 46  | 47     |
| 2006 | 48  | 49  | 50  | 51  | 52  | 53  | 54  | 55  | 56  | 57  | 58  | 59  | 60     |
| 2007 | 61  | 62  | 63  | 64  | 65  | 66  | 67  | 68  | 69  | 70  | 71  | 72  | 73     |
| 2008 | 74  | 75  | 76  | 77  | 78  | 79  | 80  | 81  | 82  | 83  | 84  | 85  | 86     |
| 2009 | 87  | 88  | 89  | 90  | 91  | 92  | 93  | 94  | 95  | 96  | 97  | 98  | 99     |
| 2010 | 100 | 101 | 102 | 103 | 104 | 105 | 106 | 107 | 108 | 109 | 110 | 111 | -      |
| 2011 | 112 | 113 | 114 | 115 | 116 | 117 | 118 | 119 | 120 | 121 | 122 | 123 | -      |
| 2012 | 124 | 125 | 126 | 127 | 128 | 129 | 130 | 131 | 132 | 133 | 134 | 135 | -      |
| 2013 | 136 | 137 | 138 | 139 | 140 | 141 | 142 | -   | -   | -   | -   | -   | -      |

## Contenuti
I contenuti di NRU sono:
- Canale Notizie: pagine in cui vengono riportate brevemente tutte le notizie e gli annunci del mese e sono pubblicate immagini inerenti a giochi di futura uscita.
- Warp Pipe: approfondimento.
- Cover Story: anteprima, recensione o speciale del videogioco o della console in copertina.
- Speciali
- Anteprime
- Recensioni
- Notizie dal Giappone e dall'America: notizie offerte ogni mese riguardanti le notizie Nintendo del Giappone e dell'America.

Rubriche:
- Lost in Translation: in questa rubrica viene descritto e raccontato ogni mese un gioco mai arrivato in Europa.
- Giocare in Famiglia: brevi recensioni di titoli dedicati alle utenze più giovani o adatti a tutta la famiglia.
- I Più Attesi: elenco dei giochi più attesi per le console Nintendo.
- I Migliori: elenchi dei migliori titoli Nintendo DS, Nintendo 3DS, Wii, WiiWare e Touch! Generations.
- Virtual Console: recensioni, descrizioni e valutazioni dei giochi del passato scaricabili su Wii attraverso il servizio Virtual Console.
- Gli Amici del Wi-Fi: rubrica dedicata alle opzioni Wi-Fi dei vari videogiochi recensiti ogni mese.
- Gli Archivi di Shy Guy: storie e retroscena di giochi, sviluppatori o figure importanti o "particolari" del settore videoludico.
- Star Road: rubrica in cui i lettori possono comunicare i propri record a particolari videogiochi decisi dalla redazione ogni mese.
- Bacheca Messaggi: la posta dei lettori, nella quale il vincitore della lettera del mese riceve un premio.
- Crossing Guardian: rubrica tutta dedicata al mondo di Animal Crossing. (tolto nel numero natale 2009)
- Pokémon World: rubrica tutta dedicata al mondo dei Pokémon.
- Arretrati: pagina in cui vengono comunicate le informazioni necessarie per richiedere i numeri arretrati della rivista.
- Abbonamenti: pagina in cui vengono comunicate tutte le informazioni necessarie per richiedere l'abbonamento a NRU.
- Nel prossimo numero: qualche informazione riguardante i contenuti del prossimo numero della rivista.
- Nintendo Fai da Te: "lavoretti" realizzabili dai lettori; possono essere di vario tipo ogni mese (disegni, sottobicchieri, puzzle, segnalibri, ecc.). (attualmente assente)
- La tana del cacciatore: consigli e soluzioni su come affrontare la caccia su Monster Hunter 3. (tolto nel numero 111)
- WarioWare fai da te: rubrica sul creare minigiochi con WarioWare D.I.Y.. (tolto nel numero 112)

### Nintendo World
Successivamente a Cover Story, dove vi sono informazioni sul gioco presentato in copertina, vi è Nintendo World. Diviso in tre sezioni: la prima, chiamata per l'appunto Nintendo World, presenta una breve anteprima di svariati giochi dedicando loro poche righe oppure parla di eventi accaduti in Italia riguardanti Nintendo; la seconda sezione, chiamata Notizie dal Giappone, curata da Gianluca Minari, riporta le notizie dal Giappone riguardanti i videogiochi della Nintendo. A chiudere Nintendo World c'è Notizie dagli Stati Uniti, che, come quello riguardante il Giappone, riporta le notizie degli Stati Uniti.

## Lista delle copertine
Ogni numero di Nintendo la Rivista Ufficiale dedica la maggior parte della copertina a un videogioco o un evento particolare, qui di seguito sono elencati tutti i temi di copertina:
- NRU 1: Nintendo GameCube
- NRU 2: Super Smash Bros. Melee
- NRU 3: Pikmin
- NRU 4: Eternal Darkness: Sanity's Requiem
- NRU 5: Resident Evil
- NRU 6: Super Mario Sunshine
- NRU 7: TimeSplitters 2
- NRU 8: Star Fox Adventures
- NRU 9: Metroid Prime e Metroid Fusion
- NRU 10: Mortal Kombat: Deadly Alliance
- NRU 11: Phantasy Star Online Episode I & II
- NRU 12: Metroid Prime
- NRU 13: The Legend of Zelda: The Wind Waker
- NRU 14: Enter the Matrix
- NRU 15: Final Fantasy Crystal Chronicles
- NRU 16: Pokémon Rubino e Zaffiro
- NRU 17: Star Wars Rogue Squadron III: Rebel Strike
- NRU 18: Soulcalibur II
- NRU 19: F-Zero GX
- NRU 20: True Crime: Streets of LA
- NRU 21: Mario Kart: Double Dash!!
- NRU 22: Pokémon Colosseum e Pokémon Channel
- NRU 23: Donkey Konga
- NRU 24: Metal Gear Solid: The Twin Snakes
- NRU 25: Final Fantasy Crystal Chronicles
- NRU 26: The Legend of Zelda: Four Swords Adventures
- NRU 27: Pokémon Colosseum
- NRU 28: "Le nuove meraviglie!" (report dall'E3 2004 di Los Angeles), Nintendo DS e The Legend of Zelda (il nome "Twilight Princess" verrà annunciato solo in seguito)
- NRU 29: Tom Clancy's Splinter Cell: Pandora Tomorrow
- NRU 30: Need for Speed: Underground 2
- NRU 31: Animal Crossing
- NRU 32: Pokémon Rosso Fuoco e Verde Foglia
- NRU 33: Resident Evil 4
- NRU 34: Metroid Prime 2: Echoes
- NRU 35: Super Mario 64 DS
- NRU 36: Donkey Kong: Jungle Beat
- NRU 37: Resident Evil 4
- NRU 38: Nintendo DS, in occasione dell'uscita europea
- NRU 39: Tom Clancy's Splinter Cell: Chaos Theory
- NRU 40: Harry Potter e il calice di fuoco
- NRU 41: "Il futuro targato Nintendo" (report dall'E3 2005 di Los Angeles), Game Boy Micro e Wii (allora conosciuto come Nintendo Revolution)
- NRU 42: Advance Wars: Dual Strike
- NRU 43: WWE Day of Reckoning 2
- NRU 44: Pokémon XD: Tempesta Oscura
- NRU 45: Nintendogs
- NRU 46: Mario Kart DS
- NRU 47: Animal Crossing: Wild World
- NRU 48: Metroid Prime Hunters
- NRU 49: Mario & Luigi Fratelli nel Tempo
- NRU 50: Nintendo DS Lite
- NRU 51: FIFA 06
- NRU 52: Metroid Prime Hunters
- NRU 53: Report all'E3 2006 di Los Angeles, Super Mario Galaxy, Nintendo Wii (annuncio del nome)
- NRU 54: New Super Mario Bros
- NRU 55: Pokémon Mystery Dungeon
- NRU 56: Rayman Raving Rabbids
- NRU 57: LEGO Star Wars II: La trilogia classica
- NRU 58: The Legend of Zelda: Twilight Princess
- NRU 59: Red Steel
- NRU 60: Nintendo Wii, in occasione dell'uscita europea
- NRU 61: Super Monkey Ball: Banana Blitz
- NRU 62: WarioWare: Smooth Moves
- NRU 63: My Sims
- NRU 64: Lunar Knights
- NRU 65: Final Fantasy III
- NRU 66: Zack & Wiki: Quest for Barbaros' Treasure
- NRU 67: Rayman Raving Rabbids 2
- NRU 68: Pokémon Diamante e Perla'
- NRU 69: Super Mario Galaxy
- NRU 70: Boogie
- NRU 71: Metroid Prime 3: Corruption
- NRU 72: Super Mario Galaxy e The Legend of Zelda: Phantom Hourglass
- NRU 73: Mario & Sonic ai Giochi Olimpici
- NRU 74: Zack & Wiki: Quest for Barbaros' Treasure
- NRU 75: No More Heroes
- NRU 76: Pro Evolution Soccer 2008
- NRU 77: Mario Kart Wii
- NRU 78: Wii Fit
- NRU 79: Sonic Chronicles: La Fratellanza Oscura
- NRU 80: Super Smash Bros. Brawl
- NRU 81: Final Fantasy Tactics A2
- NRU 82: Animal Crossing: City Folk
- NRU 83: Wario Land: The Shake Dimension
- NRU 84: Grand Theft Auto: Chinatown Wars
- NRU 85: Wii Music
- NRU 86: Animal Crossing: Let's Go to the City
- NRU 87: Fire Emblem: Shadow Dragon
- NRU 88: MadWorld
- NRU 89: NPC! Mario Power Tennis
- NRU 90: Nintendo DSi
- NRU 91: Rabbids Go Home
- NRU 92: Pokémon Platino
- NRU 93: New Super Mario Bros. Wii
- NRU 94: Wii Sports Resort
- NRU 95: Scribblenauts
- NRU 96: Il professor Layton e lo scrigno di Pandora
- NRU 97: Wii Fit Plus
- NRU 98: New Super Mario Bros. Wii
- NRU 99: The Legend of Zelda: Spirit Tracks
- NRU 100: Tatsunoko vs Capcom: Ultimate All Star
- NRU 101: Red Steel 2
- NRU 102: Pokémon Oro HeartGold e Argento SoulSilver
- NRU 103: Monster Hunter 3
- NRU 104: WarioWare D.I.Y.
- NRU 105: Super Mario Galaxy 2
- NRU 106: The Legend of Zelda: Skyward Sword
- NRU 107: Dragon Quest IX: Le sentinelle del cielo
- NRU 108: Metroid: Other M
- NRU 109: GoldenEye 007
- NRU 110: Il professor Layton e il futuro perduto
- NRU 111: Donkey Kong Country Returns
- NRU 112: Kingdom Hearts Re:coded
- NRU 113: Inazuma Eleven
- NRU 114: Pokémon Nero e Bianco
- NRU 115: Nintendo 3DS
- NRU 116: The Legend of Zelda: Ocarina of Time 3D
- NRU 117: Mario & Sonic ai Giochi Olimpici di Londra 2012
- NRU 118: Wii U
- NRU 119: Resident Evil: Revelations
- NRU 120: Xenoblade Chronicles
- NRU 121: The Legend of Zelda: Skyward Sword
- NRU 122: Super Mario 3D Land
- NRU 123: Mario Kart 7
- NRU 124: PES 2012
- NRU 125: Resident Evil: Revelations
- NRU 126: The Last Story
- NRU 127: Kid Icarus: Uprising
- NRU 128: Kingdom Hearts 3D: Dream Drop Distance
- NRU 129: Mario Tennis Open
- NRU 130: Wii U
- NRU 131: Assassin's Creed III
- NRU 132: New Super Mario Bros. 2
- NRU 133: Pokémon Nero 2 e Bianco 2
- NRU 134: Il professor Layton e la maschera dei miracoli
- NRU 135: Wii U
- NRU 136: Rayman Legends
- NRU 137: Scribblenauts Unlimited
- NRU 138: Monster Hunter 3 Ultimate
- NRU 139: LEGO City Undercover
- NRU 140: Pokémon Mystery Dungeon: I portali sull'infinito
- NRU 141: Animal Crossing: New Leaf
- NRU 142: Super Mario 3D World

## Classifica "I migliori"
Nelle parentesi sono indicati i voti finali.
Nintendo Wii U:
- 1. New Super Mario Bros. U (10)
- 2. Nintendo Land (9)
- 3. Assassin's Creed III (9)
- 4. Call of Duty: Black Ops II (9)
- 5. Monster Hunter Tri (9)
- 6. Batman: Arkham City-Armored Edition (9)
- 7. Need for Speed: Most Wanted U (9)
- 8. Lego City Undercover (9)
- 9. ZombiU (8)
- 10. Darksiders II (8)
- 11. Tekken Tag Tournament 2: Wii U Edition (8)

Altri con votazione simile:
- 12. Mass Effect 3: Special Edition (8)
- 13. FIFA 13 (8)
- 14. Just Dance 4 (8)
- 15. Scribblenauts Unlimited (8)
- 16. Ninja Gaiden 3: Razor's Edge (8)
- 17. Sonic & All-Stars Racing Transformed (8)
- 18. NBA 2K13 (8)
- 19. Skylanders: Giants (8)
- 20. Injustice: Gods Among Us (8)
- 21. Game & Wario (8)
- 22. Resident Evil: Revelations (8)

Nintendo 3DS:
- 1. Super Mario 3D Land (10)
- 2. Animal Crossing: New Leaf (10)
- 3. Mario Kart 7 (10)
- 4. Fire Emblem: Awakening (10)
- 5. Donkey Kong Country Returns 3D (10)
- 6. Kid Icarus: Uprising (9)
- 7. New Super Mario Bros. 2 (9)
- 8. The Legend of Zelda: Ocarina of Time 3D (9)
- 9. Paper Mario: Sticker Star (9)
- 10. Luigi's Mansion 2 (9)
- 11. Monster Hunter 3 Ultimate (9)
- 12. Resident Evil: Revelations (9)
- 13. Metal Gear Solid: Snake Eater 3D (9)
- 14. Il professor Layton e la maschera dei miracoli (9)
- 15. Super Street Fighter IV 3D Edition (9)

Altri con votazione simile:
- 16. Theatrhythm Final Fantasy (9)
- 17. Dead or Alive Dimensions (9)
- 18. Nintendogs + Cats (9)
- 19. Pro Evolution Soccer 2012 3D (9)
- 20. Pilotwings Resort (9)
- 21. Virtue's Last Reward (9)

Nintendo eShop:
- 1. Pullblox (9)
- 2. Fallblox (8)
- 3. escapeVektor (9)
- 4. Mighty Switch Force! (8)
- 5. VVVVVV (8)
- 6. Dillon's Rolling Western (8)

Non più presenti in NRU 136:
- 7. Colors! 3D (8)

Nintendo Wii:
- 1. Super Mario Galaxy 1 e 2 (11, caso unico di voto straordinario)
- 2. The Legend of Zelda: Skyward Sword (10)
- 3. Super Smash Bros. Brawl (10)
- 4. Metroid Prime Trilogy (10)
- 5. The Legend of Zelda: Twilight Princess (10)
- 6. Xenoblade Chronicles (10)
- 7. Donkey Kong Country Returns (10)
- 8. New Super Mario Bros. Wii (9)
- 9. Mario Kart Wii (9)
- 10. Monster Hunter Tri (9)
- 11. The Last Story (9)
- 12. Kirby e la stoffa dell'eroe (9)
- 13. Rayman Origins (9)
- 14. Madworld
- 15. Animal Crossing: Let's Go to the City
- 16. Red Steel 2
- 17. Boom Blox Smash Party
- 18. Sin and Punishment: Successor of the Skies
- 19. The Beatles Rock Band
- 20. Pro Evolution Soccer 2010
- 21. Ōkami
- 22. Metroid: Other M
- 23. Resident Evil 4
- 24. Muramasa: The Demon Blade (9)

Wiiware:
- 1. World of Goo (9)
- 2. Lostwinds e Lostwinds 2 (9)
- 3. Cave Story (9)
- 4. FAST Racing League (9)
- 5. Swords & Soldiers (9)
- 6. Bit. Trip Runner (9)
- 7. MotoHeroz (9)
- 8. La-Mulana (8)
- 9. Hydroventure (8)
- 10. Sonic the Hedgehog 4 Episodio 1 (8)

Non più presenti in NRU 136:
- 11. NyxQuest: Kindred Spirits

Nintendo DS:
- 1. Mario Kart DS (10)
- 2. Animal Crossing: Wild World (10)
- 3. The Legend of Zelda: Spirit Tracks e Phantom Hourglass (10)
- 4. New Super Mario Bros. (10)
- 5. Mario & Luigi: Viaggio al Centro di Bowser (10)
- 6. Pokémon Nero 2 e Bianco 2 (10)
- 7. Dragon Quest IX: Le sentinelle del cielo (9)
- 8. Grand Theft Auto: Chinatown Wars (9)
- 9. Rhythm Paradise (9)
- 10. Ghost Trick: Detective fantasma (9)
- 11. Castlevania: Order of Ecclesia (9)
- 12. Meteos (9)
- 13. Advance Wars: Dark Conflict (9)
- 14. Kirby: L'oscuro Disegno (9)
- 15. Il professor Layton 1, 2, 3 & 4 (9)

DSiWare:
- 1. Mario vs Donkey Kong: Minimario alla Riscossa (9)
- 2. Plants vs Zombies (9)
- 3. Giochi da tavolo animati: I Signori del Bluff (9)
- 4. Art Style PiCOPiCT (9)
- 5. Reflect Missile (9)
- 6. Ivy the Kiwi? Mini (9)
- 7. Rytmik (9)
- 8. Mr. Driller: Drill Till Your Drop (8)
- 9. Dark Void Zero (8)
- 10. Soul of Darkness (8)

GameCube:
- 1. The Legend of Zelda: Twilight Princess (10)
- 2. Metroid Prime 2: Echoes (10)
- 3. The Legend of Zelda: The Wind Waker (10)
- 4. Super Mario Sunshine (10)
- 5. Resident Evil 4 (10)
- 6. F-Zero GX (10)
- 7. Pikmin 2 (10)
- 8. Animal Crossing (9)
- 9. Mario Kart: Double Dash!! (9)
- 10. Donkey Kong Jungle Beat (9)
- 11. Viewtiful Joe (9)
- 12. Killer7 (9)
- 13. Paper Mario: Il portale millenario (9)
- 14. Soulcalibur II (9)
- 15. The Legend of Zelda: Four Swords Adventures (9)
- 16. Metal Gear Solid: The Twin Snakes (9)
- 17. Super Smash Bros. Melee (9)
- 18. Eternal Darkness: Sanity's Requiem (9)
- 19. Tales of Symphonia (9)
- 20. Donkey Konga 2 (8)

Game Boy Advance:
- 1. Mario & Luigi: Superstar Saga (10)
- 2. Pokémon Smeraldo (10)
- 3. Boktai 1 & 2 (9)
- 4. Metroid Fusion (9)
- 5. Wario Ware
- 6. Super Mario Advance 1, 2, 3 e 4
- 7. Advance Wars / Fire Emblem
- 8. Mario Kart Super Circuit (9)
- 9. The Legend of Zelda: A Link to the Past / The Legend of Zelda: The Minish Cap (10/9)
- 10. Final Fantasy VI Advance (9)
- 11. Final Fantasy Tactics Advance (9)
- 12. Gunstar Future Heroes (8)
- 13. Mario Golf: Advance Tour (9)
- 14. Astroboy Omega Factor (9)
- 15. Castlevania: Aria of Sorrow (9)
- 16. Kirby & the Amazing Mirror (9)
- 17. Golden Sun: L'era perduta
- 18. F-Zero: Maximum Velocity / F-Zero: GP Legend
- 19. Street Fighter Alpha 3
- 20. Mario vs. Donkey Kong (8)